# کوروش بزرگ در قرآن
از کوروش بزرگ یا کوروشِ دوّم که بنیان‌گذار و نخستین شاهنشاه شاهنشاهی هخامنشی در میانهٔ سال‌های ۵۵۹ تا ۵۲۹ پیش از میلاد بود، حداقل در تفسیرهای قرآنی مربوط به دو واقعه و در دو سوره مختلف یاد شده‌است.

## آیات مربوط به ذوالقرنین
یک عده اتفاق نظر دارند که در قرآن از کوروش باعنوان ذوالقرنین نام برده شده‌است.
اول در داستان ذوالقرنین در قرآن در سوره کهف و دوم در سوره اسراء آمده‌است:
و از تو دربارهٔ ذوالقرنین می‌پرسند. بگو: برای شما از او چیزی می‌خوانم. (۸۳)
ما او را در زمین مکانت دادیم و راه رسیدن به هر چیزی را به او نشان دادیم. (۸۴)
او نیز راه را پی گرفت. (۸۵)
تا به غروبگاه خورشید رسید. دید که در چشمه‌ای گِل‌آلود و سیاه غروب می‌کند و در آنجا مردمی یافت. گفتیم: ای ذوالقرنین، می‌خواهی عقوبتشان کن و می‌خواهی با آنها به نیکی رفتار کن. (۸۶)
گفت: اما هر کس که ستم کند ما عقوبتش خواهیم کرد. آن گاه او را نزد پروردگارش می‌برند تا او نیز به سختی عذابش کند. (۸۷)
و اما هر کس که ایمان آورد و کارهای شایسته کند، اجری نیکو دارد؛ و دربارهٔ او فرمانهای آسان خواهیم راند. (۸۸)
باز هم راه را پی گرفت. (۸۹)
تا به مکان برآمدن آفتاب رسید. دید بر قومی طلوع می‌کند که غیر از پرتو آن برایشان هیچ پوششی قرار نداده‌ایم. (۹۰)
چنین بود؛ و ما بر احوال او احاطه داریم. (۹۱)
باز هم راه را پی گرفت. (۹۲)
تا به میان دو کوه رسید. در پس آن دو کوه مردمی را دید که گویی هیچ سخنی را نمی‌فهمند. (۹۳)
گفتند: ای ذوالقرنین، یأجوج و مأجوج در زمین فساد می‌کنند. می‌خواهی خراجی بر خود مقرر کنیم تا تو میان ما و آنها سدی برآوری؟ (۹۴)
گفت: آنچه پروردگار من مرا بدان توانایی داده‌است بهتر است. مرا به نیروی خویش مدد کنید، تا میان شما و آنها سدی برآورم. (۹۵)
برای من تکه‌های آهن بیاورید. چون میان آن دو کوه انباشته شد، گفت: بدمید. تا آن آهن را بگداخت؛ و گفت: مس گداخته بیاورید تا بر آن ریزم. (۹۶)
نه توانستند از آن بالا روند و نه در آن سوراخ کنند. (۹۷)
گفت: این رحمتی بود از جانب پروردگار من و چون وعده پروردگار من در رسد، آن را زیر و زبر کند و وعده پروردگار من راست است. (۹۸)
دربارهٔ شخصیت حقیقی ذوالقرنین که در کتاب‌های آسمانی یهودیان، مسیحیان و مسلمانان از آن سخن به میان آمده، چندگانگی وجود دارد. کوروش سردودمان هخامنشی، داریوش بزرگ، خشایارشا، اسکندر مقدونی، چین شی هوانگ، یکی از ملوک حمیر گزینه‌هایی هستند که جهت پیدا شدن ذوالقرنین واقعی، دربارهٔ آن‌ها بررسی‌هایی انجام شده‌است. ابوالکلام آزاد با تفسیر آیات ۸۲ تا ۹۵ سوره کهف دلایل استواری آورده‌است که ذوالقرنین موصوف، کوروش هخامنشی می‌باشد.
شماری از فقیه‌های معاصر شیعه نیز کوروش را «ذوالقرنین» می‌دانند. علامه طباطبایی، صانعی و مرتضی مطهری از معتقدان این نظر هستند. در کتاب تفسیر نمونه، نوشتهٔ ناصر مکارم شیرازی نوشته‌شده، از آن جهت به کوروش، ذوالقرنین می‌گفتند که شرق و غرب مال او بود. ابوکلام بیشتر بر موضوع نقش‌برجستهٔ انسان بالدار یکی از ستون‌های بازمانده از کاخ بارعام در پاسارگاد است تأکید علمی دارد. دربارهٔ این نقش، تفسیرهای بسیاری انجام شده‌است که ابوکلام این نقش را، ذوالقرنین می‌داند. ابوالکلام آزاد با تفسیر آیات ۸۲ تا ۹۵ سوره کهف و با استناد به وجود احادیث و روایاتی در مورد کوروش دلایلی آورده‌است که ذوالقرنین موصوف، کوروش هخامنشی می‌باشد. علامه طباطبایی دربارهٔ ذوالقرنین دانستن کوروش چنین نوشته‌است که «هر چند بعضی از جوانبش خالی از اعتراضاتی نیست، بلکه از هر گفتار دیگری انطباقش با آیات قرآنی روشن‌تر و قابل قبول‌تر است.» در تفسیر نمونه از نظریهٔ انطباق کوروش با ذوالقرنین به عنوان نظریهٔ برتر یاد شده‌است و بر تأیید این نظریه در تفسیر من هدی القرآن، تفسیر الفرقان و تفسیر المنیر اشاره شده‌است. در تفسیر المنیر با قاطعیت، ذوالقرنین، همان کوروش دانسته شده که دو طرف جهان را گشت و احتمالاً به خاطر شجاعتش به ذوالقرنین ملقب شد. ابوالکلام آزاد یکی از کسانی‌ست که کوروش را ذوالقرنین مذکور در قرآن می‌داند و معتقد است که ذوالقرنین ذکرشده در قرآن، کوروش است. استدلالات آزاد را می‌توان به‌صورت زیر خلاصه کرد:
1. نقش برجستهٔ انسان بالدار در پاسارگاد که شاخ‌های قوچ دارد و بال‌های عقاب، نشان‌دهندهٔ کوروش است که او را همان ذوالقرنین، یعنی «صاحب دو شاخ» مشخص می‌کند. به ویژه که کوروش در تورات به عنوان «عقاب شرق» خوانده شده‌است.
2. در قرآن (سورهٔ کهف، آیهٔ ۸۳ تا ۹۸) از «ذی‌القرنین» به‌صورت پادشاهی که خداوند همه‌گونه کامیابی بدو داد، سخن رفته‌است که از سوی مغرب تا جایی که آفتاب غروب می‌کند و از سوی مشرق تا جایی که خورشید سر برمی‌آورد، رفت و سپس از جنوب به شمال رفت و به پای دو کوه رسید که در کنارهٔ آن قومی می‌زیستند و آن‌ها از او خواستند تا میان آن‌ها و قبیله‌های بی‌شمار یأجوج و مأجوج سدی بسازد و وی چنین کرد. مولانا آزاد می‌گوید کوروش کسی بوده که به غرب و شرق لشکر کشید و آن‌گاه به قفقاز رفت و در آنجا سدی ساخت تا جلوی قبیله‌های آسیایی را بگیرد و این قبیله‌ها را چینی‌ها یوئه‌چی خوانده‌اند که با «یاجوج» شباهت دارد و مغولان را هم فنکوک خوانده‌اند که با ماجوج همانند است.
3. در کتاب تورات، بخش دانیال نبی (باب هشتم) از رؤیایی سخن رفته که طبق آن، قوچی دو شاخ از بز کوهی یک شاخی شکست می‌خورد. مولانا آزاد می‌گوید این قوچ دو شاخ کوروش بوده و آن بز کوهی، یونانیانند و این «دو شاخ بودن» کوروش را با ذوالقرنین نسبت می‌دهد.[الف][۱۱]

بعد از عبدالمنعم نمر مهم‌ترین شخصیت علمی و مذهبی جهان عرب صابر صالح زغلول در سال ۲۰۱۱ کتاب بسیار مفصل ۳۲۷ صفحه‌ای نوشته که دارالکتاب العربی للنشر و التوزیع - القاهرة آن را توزیع کرده‌است. تحت عنوان :"مؤسس الدولة الفارسیة و أبو إیران؛ حیاته و فتوحاته وهل هو ذوالقرنین" پایه‌گذار دولت پارس و پدر ایران- زندگی و پیروزی‌هایش و پایان کار آیا او ذوالقرنین است؟" متفکر بزرگ جهان عرب نظرات مختلف راجع به ذوالقرنین را بیان نموده و از جمله به نگر و دیدگاه - ابوالکلام آزاد و عبد المنعم النمر و الشیخ الشعراوی می‌پردازد و نتیجه می‌گیرد که دیدگاه ابوکلام آزاد به واقعیت نزدیک تر است. نکته مهم اینکه تا کنون نظر شیخ الشعراوی در مورد ذوالقرنین بودن کوروش از دید عرب‌ها مخفی نگه داشته شده‌است.

## کوروش در تفسیر سوره اسراء

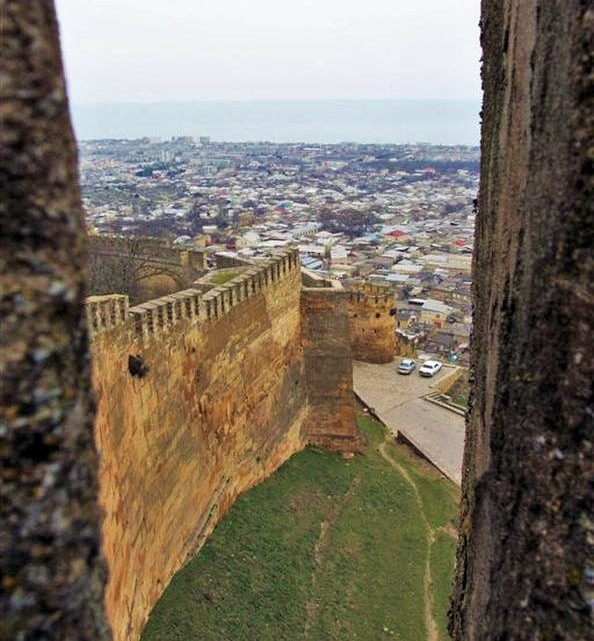
دروازه‌های خزر در دربند روسیه، بخشی از سیستم‌های دفاعی ساخته شده توسط ایرانیان ساسانی است که گاهی به اشتباه با نام دروازه‌های اسکندر شناخته می‌شود.

علاوه بر ایه‌های مربوط به ذوالقرنین در تفسیر آیه‌های ۴ تا ۸ سوره اسراء که پیرامون بنی اسرائیل است نام کوروش در احادیث نبوی در تفسیر این آیات بکار رفته‌است در قرآن آمده که بنی اسرائیل دو بار فساد خواهد کرد، «و قضینا إِلَی بَنِی إِسْرَائِیلَ فِی الْکِتَابِ لَتُفْسِدُنَّ فِی الأَرْضِ مَرَّتَیْنِ وَلَتَعْلُنَّ عُلُوًا کَبِیرًا…»
- آیه ۴- سوره اسراء ما به بنی اسرائیل در کتاب (تورات) اعلام کردیم که دو بار در زمین فساد خواهید کرد، و برتری جویی بزرگی خواهید نمود.
- آیه ۵- هنگامی که نخستین وعده فرا رسد مردانی پیکار جو را بر شما می‌فرستیم (تا سخت شما را در هم کوبند حتی برای به‌دست آوردن مجرمان) خانه‌ها را جستجو می‌کنند، و این وعده‌ای است قطعی (حمله بختنصر).
- آیه ۶-سوره اسراء سپس شما را بر آن‌ها چیره می‌کنیم و اموال و فرزندانتان را افزون خواهیم کرد و نفرات شما را بیشتر (از دشمن) قرار می‌دهیم. (مساعدت کوروش به یهودیان)

در مورد کوروش یا کوروس در کتب اسلامی اعم از تاریخی یا تفسیر قرانی یا اشعار عربی هم روایت شده‌است اما کمتر کسی به آن توجه کرده‌است. از جمله حدیث پیامبر اسلام در تمجید از کوروش که در تفسیر سوره اسرا آیه ۶ از پیامبر اسلام نقل شده‌است: فاَوحی الی ملک من ملوک فارس، یقال له کورس و کان مؤمنا.
جلال الدین سیوطی از عالمان بزرگ اسلامی(۹۱۱ ق- در درالمنثور (ج۴، ص۱۶۵) به نقل از ابن جریر از حذیفه ابن الیمان صحابی پیامبر اسلام می‌آورد که محمد گفت: «چون بنی اسرائیل در روز سبت سرکشی کرد و برتری جست و پیامبران را کشت، خداوند بختنصر را بر ایشان برانگیخت تا اینکه به بیت‌المقدس وارد شد و در عوض خون زکریا، هفتاد هزار نفر از ایشان را کشت و خاندانشان و فرزندان انبیا را به اسارت گرفت و زینت آلات بیت‌المقدس را با خود به بابل برد.»
حذیفه می‌گوید: عرض کردم: «ای پیمبر خدا، بیت‌المقدس که در نزد خداوند مهم بود.» تأیید کردند و دربارهٔ نحوه ساختن و جواهرات به کار رفته در آن توضیح دادند و اینکه بختنصر آن‌ها را به بابل برد و بنی اسرائیل در حالی که بینشان برخی پیامبران و پیغمبرزادگان بود، سال‌ها عذاب کشیدند تا اینکه خداوند به وسیلهٔ کوروش مَلِک فارس بر ایشان رحم آورد:
«... فاَوحی الی ملک من ملوک فارس، یقال له کورس و کان مؤمنان، اَن سر الی بقایا بنی اسرائیل حتی تستنقذهم…: پس به یکی از پادشاهان پارس که مرد مؤمنی بود، به نام کوروش، وحی کرد که به نزد بازماندگان بنی اسرائیل برود و آزادشان سازد… فسار کورس ببنی اسرائیل و دخل بیت‌المقدس حتی رده الیه: کوروش چنین کرد و داخل بیت‌المقدس شد و زینت آلات آن را بازگرداند و بنی اسرائیل صد سال فرمانبردار خداوند بودند. تا دوباره به گناه بازگشتند.